# Доситей Самоковски
Доситей е висш български православен духовник, последен самоковски митрополит на Българската екзархия от 1872 до 1907 година.

## Биография
Роден е през 1837 година в София със светско име Димитър Стойчев. Учи в софийското класно училище при видния педагог Захарий Круша, което завършва през 1852 година. В периода 1855 - 1862 година продължава образованието си в Семинарията на остров Халки. Ръкоположен е в йеродяконски чин и е избран за помощник-секретар на Цариградската патриаршия, а през 1870 година е възведен в сан архимандрит и става главен секретар.
След учредяването на Българската екзархия Доситей се отказва от високото си положение в патриаршията. Той е първият екзархийски епископ, ръкоположен на 24 май 1872 година в дървената църква „Свети Стефан” в Цариград от екзарх Антим I. На 14 ноември 1872 година тържествено e посрещнат в епархията си.
Той е член и секретар на Светия Синод в периода 1875 - 1878 година, и негов председател от 1892 година. През 1876 година Доситей открива в Самоков богословско училище с фонда на митрополит Авксентий Велешки. След погрома на Априлското въстание лично организира акция за изпращането в Пазарджик на голямо количество дрехи и завивки. От 1876 до 1877 година е временно управляващ Софийската епархия, когато титуляра Мелетий Софийски е отстранен временно. През 1879 година е депутат е в Учредителното събрание в Търново. Председател е на комисията по превода на Библията. Противодейства на протестантската пропаганда на американските мисионери в Самоков.
Умира в Самоков през 1907 година. Погребан е в двора на храма „Свети Никола” в Самоков. След неговата смърт Самоковска епархия е присъединена към Софийска, съгласно устава на Българската екзархия.
Името „Митрополит Доситей Самоковски“ носи улица в Самоков, а къщата на владиката на главната улица в града е запазена и днес.